# Casa Cases (Sant Feliu de Guíxols)
Casa Cases és un edifici noucentista de Rafael Masó i Valentí (1916) situat al municipi de Sant Feliu de Guíxols (Baix Empordà) i protegit com a bé cultural d'interès local.

## Descripció
És un xalet unifamiliar de dues plantes. La planta baixa és la principal amb un tall d'entrada i diverses petites sales (menjador, saló de té i biblioteca), l'escala i la cuina. La planta superior inclou els dormitoris i el banys. Tot l'interior està decorat amb ceràmica de colors vius.
Exteriorment, Masó expressa una funcionalitat lligada amb les formes de la masia empordanesa sense deixar de costat un ric joc de llums aconseguit per les terrasses cobertes o descobertes i les rajoles decoratives.

## Història
El projecte d'aquesta casa va ser encarregat per Joan Casas i Arxer (1839-1923), industrial i polític de Sant Feliu de Guíxols. És el tipus de client burgès, culte i catalanista. L'any 1902 la Lliga Regionalista el presentà com a diputat a Corts per Girona. Masó dibuixà un primer projecte el febrer i març del 1914, però l'abandonà. El definitiu és del maig del mateix any i les obres van començar el mateix estiu, perquè el març del 1915 es començaren les teules de ceràmica de la coberta. Però per diferències de criteri Masó no arribà a dissenyar el mobiliari ni el jardí. Abans d'acabar les obres va deixar-ne la direcció.
Durant la Segona Guerra Mundial va ser residència per a joves de l'Alemanya nazi com a Hogar Alemán dins de l'entitat de l’Auxilio Social Alemán organitzada per la dictadura franquista.